# Anthony Provenzano
Anthony "Tony Pro" Provenzano (* 7. Mai 1917 in New York City; † 12. Dezember 1988 in Lompoc) war ein amerikanisch-italienischer Mafioso im Rang eines Capos für die New Yorker Genovese-Familie und außerdem Vorsitzender der Gewerkschaft Teamsters Union in New Jersey.

## Biografie
Provenzano wurde 1917 in Manhattan als viertes von sechs Kindern sizilianischer Einwanderer geboren, im Alter von 15 Jahren brach er die Schule ab und arbeitete für ein Speditionsunternehmen mit dem Namen H.P. Welche Trucking Company, seine Entlohnung belief sich auf 10 Dollar pro Woche.
Von 1948 bis 1958 war er Funktionär für die Gewerkschaft der Teamsters Union Local 560 in New Jersey. Die Local 560 gehört zu den mitglieder- und finanzstärksten Gruppen der Teamsters in den gesamten Vereinigten Staaten. Von 1958 bis zum Mai 1966 war er Vorsitzender der Local 560 und anschließend Schatzmeister von November 1958 bis zum Juni 1978.
Er ist einer der Hauptverantwortlichen für die Ermordung von Anthony Castellito im Jahr 1961. Castellito, zu dem Zeitpunkt in der Verwaltung tätig, wollte für das Amt des Vorsitzenden der Local 560 kandidieren und gewann im Laufe des Wahlkampfs eine stetig ansteigende Anzahl an Sympathien der Mitglieder. Dies war Tony Pro ein Dorn im Auge war, daher ließ er ihn durch seinen Handlanger Salvatore Briguglio beseitigen. Dieser Mord sollte ihm später zum Verhängnis werden.
Ein Jahr vorher wurde Provenzano am 15. November 1960 wegen Schutzgelderpressung angeklagt, bei der Anklage wurde ihm zu Lasten gelegt, die Arbeitgeber der Dorn Transportation Company zwischen 1952 und 1959 zur Zahlung von "Arbeitsfrieden" erpresst zu haben. Diese Form der Schutzgelderpressung war in dieser Zeit ein übliches Mittel der Mafia, um Geld einzutreiben: Eine Firma wurde um die Zahlung einer bestimmten Summe "gebeten", bei Nichteinhaltung dieser Zahlungen wurden die Arbeitnehmer dazu aufgefordert, ihre Arbeit niederzulegen. Am 12. Juli 1963 wurde Provenzano schließlich zu einer Haftstrafe von sieben Jahren verurteilt, von denen er vier Jahre, zwischen 1966 und 1970, absaß. In dieser Zeit überwarf er sich auch mit seinem einstigen Weggefährten Jimmy Hoffa, welcher, laut Provenzano, eine abschätzige Bemerkung über italienische Immigranten gemacht hatte. Beide saßen im selben Gefängnis in Lewisburg, Pennsylvania.
Anfang der Siebziger plante Hoffa, frisch aus dem Gefängnis entlassen, erneut für das Amt des Präsidenten der Teamsters zu kandidieren und bat Provenzano dafür um Unterstützung, was von diesem jedoch abgelehnt wurde, da dieser selbst Präsident werden wollte. Zwei weitere Gegner von Provenzano in der Gewerkschaft fielen einem Mord zum Opfer.
Als Jimmy Hoffa am 30. Juli 1975 spurlos verschwand, geht das FBI davon aus, dass Hoffa unter dem Vorwand, sich mit Tony Pro und Anthony Giacalone zu treffen, um Streitigkeiten aus dem Weg zu räumen, von Mitgliedern der Mafia nach Detroit gelockt wurde. Provenzano stritt später ab, an diesem Treffen teilgenommen zu haben, da er nicht einmal davon gewusst haben will. Bei Hoffas Verschwinden waren nach späteren Aussagen, insbesondere die von Frank Sheeran,  die Brüder Salvatore, Gabriel Briguglio und Thomas Andretta anwesend, welche alle aus dem kriminellen Umfeld von Provenzano stammen.
Nach verschiedenen Anklagen wegen diverser Vergehen, unter anderem wegen Kick-back und Beteiligung an der Ermordung von Anthony Castellito, wurde Provenzano 1979 zu 20 Jahren Haft verurteilt. Während der Verbüßung seiner Haftstrafe erlag er am 12. Dezember 1988 einem Herzinfarkt und wurde anschließend in seiner Heimatstadt New Jersey bestattet.

## Adaptionen
Anthony Provenzano wird im 2019 erschienenen Film The Irishman von Stephen Graham dargestellt.
| Personendaten    | Personendaten                                         |
| ---------------- | ----------------------------------------------------- |
| NAME             | Provenzano, Anthony                                   |
| ALTERNATIVNAMEN  | Tony Pro                                              |
| KURZBESCHREIBUNG | US-amerikanischer Mafioso und Gewerkschaftsfunktionär |
| GEBURTSDATUM     | 7. Mai 1917                                           |
| GEBURTSORT       | New York City                                         |
| STERBEDATUM      | 12. Dezember 1988                                     |
| STERBEORT        | Lompoc                                                |